# Равне (Церклє-на-Горенськем)
Равне (словен. Ravne) — поселення в общині Церклє-на-Горенськем, Горенський регіон, Словенія. Висота над рівнем моря: 678,9 м.